# Глен Дејвис
Глен Дејвис (енгл. Glen Davis; Батон Руж, Луизијана, 1. јануар 1986) је амерички кошаркаш. Игра на позицијама крилног центра и центра. Изабран је у 2. кругу (35.укупно) НБА драфта 2007. од стране Сијетл суперсоникса.

## Универзитет
Од стране лигашких тренера именован је за играча године Јужноисточне конференције и All-SEC прву петорку. 2006. као играч друге године водио је Луизијана Стејт до првог Фајнал Фора НЦАА лиге након 1986. године. У одлучујућој утакмици полуфинала, ЛСУ се након великог заостатка у првом полувремену против УЦЛА није успео вратити у игру, и су испали из даљег такмичења. Дејвис је постигао 17 поена и погодио само 4 од 10 слободних бацања, пре него што је због личних грешака напустио игру.

## НБА

### Бостон селтикси
Дејвис је изабран у 2. кругу (35. укупно) НБА драфта 2007. од стране Сијетл Суперсоникса. За време драфта заједно је с вишеструким Ол-Старом, Рејом Аленом мењан у Бостон за Воли Сзербијака, Делонтеа Веста и пети избор драфта Џефа Грина. Заменом играча којом су Рајан Гомес, Џералд Грин и Ал Џеферсон мењани у Минесота Тимбервулвсе за Кевина Гарнета, Дејвис је добио прилику изборити се за велику минутажу на позицијама крилног центра и центра.
Након што је првих 19 утакмица улазио с клупе, Дејвис је 12. децембра 2007. против Сакраменто Кингса у одсуству Кендрика Перкинса преузео улогу стартног центра. Иако је укупно током прве сезоне одиграо 61 утакмицу, Дејвис је током целе сезоне био тек трећа или четврта опција у рекету. 5. јануара 2008. одиграо је утакмицу сезоне и тадашњу утакмицу каријере против Детроит Пистонса, за само 23 минута на паркету остварио 20 поена и четири скока. На крају се у својој руки сезони окитио титулом првака НБА лиге.
5. децембра 2008. у утакмици Бостона и Портланда домаћи кошаркаши су стекли велику предност чиме су себи дозволили одмор, а саиграчима с мањом минутажом да осете чари игре. Ипак, лоша игра играча с клупе условила је да се главни играчи врате поново на паркете. Бостонови играчи са клупе скоро су прокоцкали 25 поена предности, што је Гарнета разљутило. Минуту одмора Гарнет је искористио да се извиче на Дејвиса који се толико наљутио и разбеснео да је сео на крај клупе и расплакао се. Бостон је на крају славио са 93:78. У утакмици против Мемфиса, Дејвис је са 24 коша остварио учинак каријере и одвео Селтиксе до победе 105:87.
Дејвис је добио шансу у стартној петорци у финишу сезоне 2008/09. након повреде Кевина Гарнета. У просеку је проводио 36 минута на паркету и бележио 15,8 поена по утакмици, док је на почетку његов просек износио 21 минут и седам поена. У четвртој утакмици полуфинала Источне конференције против Орландо Меџика, Дејвис је својим кошем са истеком времена победио утакмицу и изједначио серију на 2-2. Осим што је дао 21 поен, Дејвис је покренуо Селтиксе који су били у великој кризи крајем четврте четвртине. Прво је постигао кош 32 секунде пре краја, након што су гости били без коша из игре више од седам минута (7:22).
На крају сезоне, Дејвис је био повезиван са многим клубовима, а тражио је почетну плату од 5.800.000 $ што је износ тзв. Midlevel exception (МЛЕ), међутим нико му то није понудио, посебно јер је рестриктиван слободан играч па је мало ко желео трошити време на преговоре када је било извесно да ће понуду изједначити Селтикси.
Генерални менаџер клуба, Дени Ејнџ није желео да изгуби играча којег врло цени, али исто тако није желео на њега потрошити велики новац. Постојали су преговори око тога да га потпишу и одмах замене у Њу Џерзи Нетсе, међутим Нетси су одустали од тог посла јер имају великих финансијских брига, па нису желели потрошити више него што су желели на играча који не би донео екипи драстично повећање квалитета. Стога, једина опција коју је Дејвис имао била је останак у Бостону, а последњу понуду је и прихватио, тако је идуће две сезоне зарадио 6.000.000 $.

### Орландо меџик
12. децембра 2011. је замењен у Орландо Меџик заједно са Воном Вејфером за Брендона Баса. 3. априла 2012. Дејвис је постигао рекорд каријере постигавши 31 поен у поразу од Детроит Пистонса.

## Успеси

### Клупски
- Бостон селтикси:
  - НБА (1): 2007/08.